# كاتدرائية مار أفرام السرياني
كاتدرائية مار أفرام السرياني هيَ إحدى الكنائس السريانية الأرثوذكسية المُنتشرة في حلب، بُنيت في حيّ السليمانية ككنيسة مكرّسة على اسم القديس مار أفرام السرياني، وتُعتبر مقرًّا مطرانية حلب وتوابعها للسريان الأرثوذكس.

## التاريخ
كانت طائفة السريان الأرثوذكس تمتلك كنيسة صغيرة في حي الجديدة، حيثُ أشار لها الرحالة الإيطالي بيترو ديلا فالي عند زيارته مدينة حلب، إذ كانت تقع بجانب مجمّع من أربع كنائس لمختلف الطوائف المسيحية، ولها حديقتها الخاصّة.
لكن خلال القرن الثامن عشر نتيجةً لنشاط البعثات الأوروبية تحوّل غالبية السريان الأرثوذكس في حلب إلى الكاثوليكية بمن فيهم الأسقف وغالبية الكهنة، فأُلغيت مطرانية حلب الأرثوذكسية وأُلحق من تبقّى من أتباعها بمطرانية دمشق. بعد وقوع مجازر ديار بكر عام 1895 في المناطق الشمالية من بلاد الشام الخاضعة لسيطرة الدولة العثمانية، تدفّق عدد كبير مم المهاجرين السّريان اليعاقبة من مدن ديار بكر وماردين والرها، فبدأت مشاريع لبناء كنائس وأديرة جديدة للسريان الأرثوذكس.
ابتدأ بناء الكاتدرائية بعد تبرع أحد أبناء الطائفة بقطعة أرض عام 1924 في حي السليمانية، وبعد ذلك بعام بُنيَ مذبح الكنيسة، وفي 1926 تم تدشينها وافتتاحها بشكل رسمي. أُجريت أعمال لتوسيعها عام 1965 حيثُ بُنيت لها قبّة وجرسيّة، وأعاد المطران يوحنا إبراهيم ترميمها عام 1983، وقام بتوسيعها مرّة أُخرى وبناء مذابح ومدافن جديدة عام 1995، كما قام بإكساء جدرانها بالحجر المرمري.

## التراث
تحوي الكاتدرائية على مخطوطات سريانية قديمة لكتب ليتوروجية وطقسيّة، وتتميز بعدد من اللوحات الزيتيّة الأثريّة الموجودة في قبّتها من الداخل، بالإضافة لوجود عدد من المزارات الدينية في محيطها التي تحوي عددًا من أيقونات المدرسة الحلبيّة.
تحتفل الكنيسة بعيد مار أفرام السرياني، ويقع في الأحد الأول بعد الصوم الكبير.